# Wilfried Stroh
Wilfried Stroh (* 26. Dezember 1939 in Stuttgart; † 15. Juli 2025 in Freising), lateinisch auch Valahfridus, war ein deutscher Klassischer Philologe.
Wilfried Stroh studierte ab 1959 in Tübingen, Wien und München Klassische Philologie und wurde 1967 in Heidelberg promoviert, wo er sich nach Forschungsaufenthalten in London, Straßburg und Münster 1972 habilitierte. Von 1972 bis 1976 war er Dozent und außerplanmäßiger Professor an der Universität Heidelberg, seit 1976 ordentlicher Professor an der Ludwig-Maximilians-Universität München, wo er 2005 emeritiert wurde.
Stroh war unter anderem bekannt für seine Bemühungen um das Latein als lebendige Sprache. So ist das „Colloquium Latinum“ eine wöchentlich stattfindende Veranstaltung an der Universität München, in der ausschließlich in lateinischer Sprache ein lateinischer Text besprochen wird. Daneben beschäftigte er sich mit antiker Rhetorik (Cicero) und erotischer Literatur (Ovid) sowie der lateinischen Metrik. Stroh war ferner Experte für Jakob Balde, den „deutschen Horaz“, einen jesuitischen Schriftsteller der Barockzeit. Seit 1984 war er Vorsitzender des Vereins Sodalitas Ludis Latinis faciundis e. V. (sinngemäße Übersetzung ins Deutsche: Verein zur Pflege des Lateins als gesprochene Sprache). Einige seiner in lateinischer Sprache gehaltenen Vorlesungen sind in Tonmitschnitten im Internet zugänglich. Stroh erhielt den Ausonius-Preis für 2012 zugesprochen.

## Schriften (Auswahl)
- Ovid im Urteil der Nachwelt. Eine Testimoniensammlung (= Reihe Libelli. Bd. 234, ZDB-ID 846543-5). Wissenschaftliche Buchgesellschaft, Darmstadt 1969.
- Die römische Liebeselegie als werbende Dichtung. Hakkert, Amsterdam 1971, ISBN 90-256-0574-5.
- Taxis und Taktik. Die advokatische Dispositionskunst in Ciceros Gerichtsreden. Teubner, Stuttgart 1975, ISBN 3-519-07406-0 (Zugleich: Heidelberg, Universität, Habilitations-Schrift, 1972).
- Amor in Monte Docto. Gott Amor auf dem Domberg. Frisinga, Freising 1987, ISBN 3-88841-020-7.
- Apocrypha. Entlegene Schriften. Herausgegeben von Jürgen Leonhardt und Georg Ott. Steiner, Stuttgart 2000, ISBN 3-515-07667-0.
- als Herausgeber: Jan Novák: Musica poetica Latina. De versibus Latinis modulandis. Eine musikalische Lateinpoetik. Edidit commentarioque instruxit. Sodalitas Ludis Latinis Faciundis, München 2001.
- Baldeana. Untersuchungen zum Lebenswerk von Bayerns größtem Dichter (= Münchner Balde-Studien. Bd. 4). Herausgegeben von Bianca-Jeanette Schröder. Utz, München 2004, ISBN 3-8316-0347-2.
- Latein ist tot, es lebe Latein! Kleine Geschichte einer großen Sprache. List, Berlin 2007, ISBN 978-3-471-78829-5 (in französischer Sprache: Le latin est mort, vive le latin ! Petite histoire d’une grande langue (= Le Miroir des Humanistes. Bd. 8). Traduit de l’allemand et du latin par Sylvain Bluntz. Les Belles Lettres, Paris 2008, ISBN 978-2-251-34601-4; übersetzt auch ins Ungarische, Spanische und Polnische).
- Proben lateinischer Verskunst. Gesprochen und erläutert. 2., durchgesehene und ergänzte Auflage. Sodalitas Ludis Latinis Faciundis, München 2007 (Hörbuch auf 2 CD und Textheft).
- Cicero. Redner, Staatsmann, Philosoph (= Beck’sche Reihe. Bd. 2440). Beck, München 2008, ISBN 978-3-406-56240-2 (2., durchgesehene Auflage ebenda 2010; übersetzt auch ins Italienische).
- Die Macht der Rede. Eine kleine Geschichte der Rhetorik im alten Griechenland und Rom. Ullstein, Berlin 2009, ISBN 978-3-550-08753-0 (übersetzt auch ins Französische).
- Christus und Cupido. Embleme aus Jacob Baldes Poetenklasse von 1628, nach Vorarbeiten von Günter Hess hrsg. von Veronika Lukas, Wilfried Stroh und Claudia Wiener, Schnell & Steiner, Regensburg (2012)2013 (Jesuitica Bd. 18), ISBN 978-3-7954-2576-0.
- Ralf von den Hoff / Wilfried Stroh / Martin Zimmermann: Divus Augustus. Der erste römische Kaiser und seine Welt, C.H. Beck, München 2014, ISBN 978-3-406-66052-8.
- Scripta Treverorum: Lateinische Spaziergänge durch 2000 Jahre Trier, Kliomedia, Trier 2014, ISBN 978-3-89890-187-1.